# ビオレタ・チャモロ
ビオレタ・チャモロ（Violeta Barrios de Chamorro、1929年10月18日 - 2025年6月14日）は、ニカラグアの政治家。中南米初の女性大統領となった。ニカラグア内戦を終結に導いた。

## 来歴
1929年10月18日、ニカラグア南西部のリバスで生まれた。中学卒業後、アメリカに留学した。
1978年、夫で、反体制派新聞『ラ・プレンサ』の社主だったペドロ・ホアキン・チャモロをソモサ政権に暗殺された後、政治家となった。
1990年の総選挙でサンディニスタ民族解放戦線（FSLN）のダニエル・オルテガに10ポイントの差で圧勝し、同国初の女性大統領となった。
政権に就いた後、FSLN政権からの転換をアピールするために親米政策を採った。当時のニカラグア経済は内戦とアメリカ合衆国による経済制裁によって疲弊し、対外債務が100億ドルを越えていたが、娘婿のアントニオ・ラカーヨ・オヤングレンを登用して「チャモロ計画」と呼ばれるニカラグア経済の再建を進め、アメリカ合衆国や日本からの経済援助によってハイパーインフレーションの鎮静化を図った。オルテガ政権時代に断交した中華民国（台湾）と国交回復し、中華人民共和国と断交した。
チャモロは国防大臣も兼務し、FSLNとの妥協も進め、ダニエル・オルテガの弟のウンベルト・オルテガを軍のトップに据え、第二次ニカラグア内戦の最中に9万人以上にまで肥大化したサンディニスタ人民軍の軍縮と、軍と警察の分離などを実現した。
しかし、政権基盤となった国民野党連合（UNO）は反FSLN政党の寄り合い所帯であり、当初から副大統領のビルヒディオ・ゴドイとの軋轢が絶えなかった。任期は満了したものの、憲法改正によって再出馬が認められなかったため、1996年10月の大統領選挙には出馬せず、同選挙により自由同盟（AL）のアルノルド・アレマン前マナグア市長が当選した。
2018年に脳卒中を患った後、腫瘍なども発症した。2023年、3人の子供の亡命先であるコスタリカに移住した。2025年6月14日、コスタリカのサンホセで死去。95歳没。